# Markus Ragginger
Markus Ragginger (ur. 18 lutego 1999) – austriacki zapaśnik walczący w stylu klasycznym. Zajął 26. miejsce na mistrzostwach świata w 2023. 
Piąty na mistrzostwach Europy w 2021. Drugi na MŚ U-23 w 2022 i trzeci w 2021. Drugi na ME U-23 w 2022 i trzeci w 2021. Drugi na ME i MŚ juniorów w 2018. Drugi na MŚ kadetów 2015 i 2016. Drugi na ME kadetów w 2016 i trzeci w 2015 roku.